# Halo: Spartan Assault
Halo: Spartan Assault é um jogo de tiro em terceira pessoa desenvolvido pela 343 Industries e Vanguard Entertainment. É parte da série de jogos Halo e foi lançado em julho de 2013 para Microsoft Windows, Windows Phone e, posteriormente, para Xbox 360 e para Xbox One. Halo: Spartan Assault é o primeiro jogo da série a ser desenvolvido para dispositivos touchscreen.
O jogo conta com 25 missões single-player. Além disso, o jogo conta com integração ao Xbox Live, incluindo as Conquistas.

## Enredo
A história de Halo: Spartan Assault se desenrola entre os eventos de Halo 3, em 2553, e os eventos de Halo 4, em 2557, enquanto Master Chief permanecia desaparecido em combate. O jogo explora as primeiras missões do programa Spartan Ops e traz novas informações sobre o conflito entre humanos e Covenant nesse período.

## Integração comHalo 4
As novas conquistas e pontos de experiência (XP) adquiridos no Halo: Spartan Assault se somarão aos pontos de carreira de Halo 4.